# 他鲁语群
他鲁语群是缅彝语群中部彝语下的一群语言。

## 语言
范秀琳等 （2017）列出下列他鲁语群语言，它们的使用者是南诏自大理地区遣送至云南西北部的士兵的后代。他鲁语群与腊罗语、倮倮泼语和彝语中部方言关系密切，它们共享a¹toL“火”的词汇创新。它们主要分布在永胜县和鹤庆县。泼佩语分布在华坪县，而俄毛柔话则分布在洱源县。
- 他鲁语、纳咱语
- 崀峨语、拉务语
- 塔古语
- 泼佩语（水田）
- 纳若语（水田）
- 跨恩斯话
- 跨玛斯话
- 莱兹斯话
- 子逋斯话
- 锁内嘎话
- 俄毛柔话

Andy Castro等 （2010）报告了云南鹤庆县5种语言，与永胜县拉乌语关系密切。内名来自Castro （2010:25）。锁内嘎话与其他语言的分歧最大，其他4种组成核心分支。
- 跨恩斯话（khua33 n̩21 sɨ55）：5千余
- 跨玛斯话（khua33 ma33 sɨ55）
- 莱兹斯话（lai21 dzɨ̠55 sɨ55）
- 子逋斯话（zɨ21 pu55 sɨ55）
- 锁内嘎话（so21 na33 ka̠33）：2千余

洱源县俄毛柔话（ɣɔ21 mɔ33 ta55 ɣə21或ɣɔ31 mɔ33 zɔ31）很可能与跨恩斯话有亲缘关系（Yang 2010:7）。
其他他留语群语言有：
- 阿乌（北）：永胜县大安彝族纳西族乡培元村、[7]水坪村[8]和永乐村[9]有3千使用者。
- 六得：永胜县六德乡有500使用者。[10]
- 里乌：永胜县程海镇莨峨村[11]和吉福村[12]有4千使用者。
- 他志：四川攀枝花市米易县北部普威镇有几百使用者。他志语使用者自称在几个世纪前来自云南北部。极度濒危，可能与他鲁语、塔古语或永胜县其他语言有亲缘关系。[10]
- 塔尔：宁蒗县有约1千使用者[13][14]

## 共同创新
他鲁语群词汇创新有：
- 头发 > 毛 + 头发
- 天 > my²di¹mo³
- 口 > kʰa²bi²

他鲁语群音系创新有：
- *a > u
- *ak > a̱
- *（-）rwe > ua
- *（-）r/way > ua